# Media4Commerce
M4C (acronimo di Media4Commerce) è stato un canale televisivo tematico gratuito italiano del gruppo Mediaset, edito dall'omonima azienda, Media4Commerce S.p.A..

## Storia

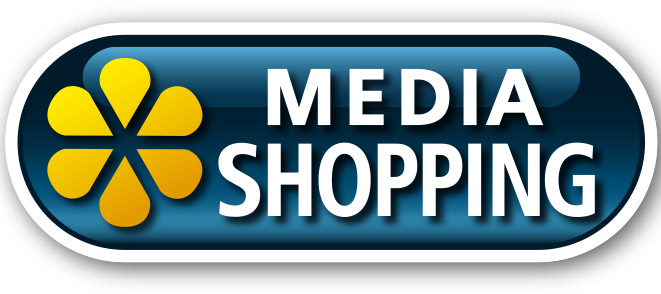
Logo di Mediashopping

Il canale nasce come Mediashopping il 3 ottobre 2005 alle ore 9:00, sulle frequenze di Canale D, canale analogico di televendite di Home Shopping Europe e successivamente acquisito da Mediaset, con lo scopo di pruomovere i prodotti dell'omonimo marchio.
Trasmetteva 24 ore su 24 televendite oltre ad alcuni show ed era visibile sul digitale terrestre (esclusivamente in Italia); in passato è stato disponibile anche via satellite e via web.
Nel 2008, in Spagna, Telecinco lancia Cincoshop, la versione spagnola di Mediashopping visibile sul digitale terrestre chiusa il 30 settembre 2010.
Il 1º marzo 2011 il canale chiude i battenti lasciando il posto a ME (rinominato For You dal 6 giugno seguente) sul mux Mediaset 2. In seguito, quest'ultimo, viene sostituito da Top Crime il 1º giugno 2013.
Il 22 ottobre 2018 inizia le trasmissioni M4C, un canale dedicato alle televendite di Mediashopping visibile solo su Mediaset Play e tramite Smart TV e HbbTV, simile al vecchio Mediashopping. Il 31 dicembre 2019 la programmazione viene sostituita da un cartello d'interruzione, fino ad essere completamente oscurato dal 20 maggio 2020.

## Palinsesto

### Come "Mediashopping"

#### Programmi-show
- Shopping al maschile
- Shopping al femminile
- Show Casa e Cucina
- Casa e Cucina
- Everybody Gym
- Offerta 3X2
- Offerta 2X1
- ODG: Offerta del Giorno
- In forma con Jill
- Offerta del mese
- Speciale Beauty
- Musica
- Cinema
- Film & Musica
- Made in USA
- Novità del mese, che ha sostituito "I campioni del mese"
- Fai da Te
- Mondo Fitness

#### Show speciali
- Fuori tutto
- Show Elettronica
- Show Estate
- Giardinaggio
- Show per la bellezza delle Unghie
- Casa Mediashopping
- Show Jolly
- Basta 1 euro show
- Ora o mai più
- I campioni del mese

### Come "M4C"
- Televendite Mediashopping

## Volti
Fin dai tempi di Home Shopping Europe, le televendite erano condotte, a rotazione, da un piccolo gruppo di conduttori che erano anche attori partecipanti al cast di Casa Mediashopping, una sitcom prodotta da RTI:
- Veronica Cannizzaro, si occupava degli accessori per il relax e la salute;
- Loredana Di Cicco, si occupava del palinsesto;
- Jill Cooper, si occupava in particolare di prodotti sport e dedicati al fitness;
- Francesca De Rose, si occupava dei prodotti di salute e bellezza;
- Andrea Spina, si occupava dei prodotti elettronici;
- Ninfa Raffaglio, si occupava dei prodotti per il mantenimento della casa;
- Nino Graziano Luca, si occupava di arte, elettronica, gioielli;
- Marco Marino, si occupava di film e collezionismo;
- Raffaello Benedetti, si occupava dei prodotti per la casa e per la cucina;
- Emanuele Turchi, si occupava dei prodotti per il fai da te.